# Sandrigo
Sandrigo ist eine norditalienische Gemeinde (comune) mit 8326 Einwohnern (Stand 31. Dezember 2024) in der Provinz Vicenza in Venetien. Die Gemeinde liegt etwa 13,5 Kilometer nordnordöstlich von Vicenza am Astico.

## Geschichte
Die Familie der Ezzelini hat hier ihre Wurzeln.

## Verkehr
Die frühere Strada Statale 248 Schiavonesca-Marosticana (jetzt Provinzstraße) führt durch die Gemeinde und kreuzt südlich davon die Autostrada A31.

## Gemeindepartnerschaft
Sandrigo unterhält eine Partnerschaft mit der norwegischen Gemeinde Røst auf den Lofoten in der Provinz Nordland. Von dort wird der für die lokale Spezialität im Rahmen des baccalà alla vicentina benötigte Stockfisch importiert.

## Persönlichkeiten
- Fiorenzo Ballardin (* 1948), Radrennfahrer
- Filippo Pozzato (* 1981), Radrennfahrer